# Бабур
Захіредді́н Муха́ммед Бабу́р (*14 лютого 1483 — †26 грудня 1530) — нащадок Тамерлана, син правителя Фергани Омар Шейха Мірзи II. Засновник імперії Великих Моголів.

## Життєпис
Народився 14 лютого 1483 в Андижані, Імперія Тимуридів. Його матір'ю була Кутлук Ніг'яр Ханум, а батьком Омар Шейх Мірза ІІ, син Абу-Саїда Мірзи, онук Султана Мухаммада Мірзи, праонук Міран-шаха, який був сином Тимура. У віці 11 років став правити Самаркандом.

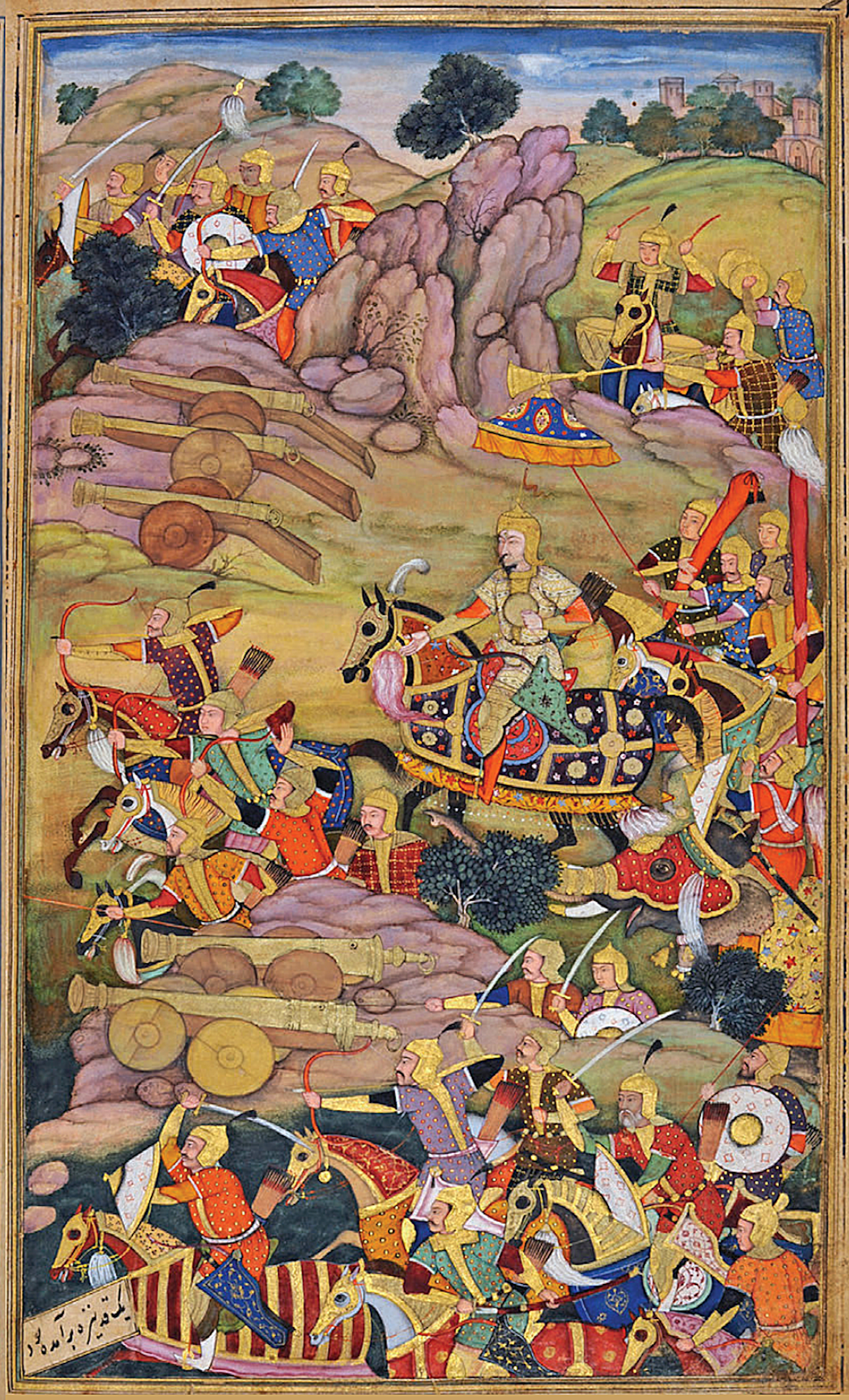
Артилерія Бабура

Вигнаний внаслідок міжусобних воєн з Середньої Азії, осів в Афганістані, звідки 1525 року розпочав похід до Індії. Розбивши 1526 року військо Ібрагіма Лоді, султана Делі, заснував імперію Великих Моголів. Важливою перевагою армії Бабура була артилерія, яка дозволила йому швидко завоювати північну Індію.
Відомий тим, що зі черепів своїх ворогів споруджував вежі.
Відомий як письменник. Мемуари — «Бабур-наме» — пам'ятка староузбецької літератури, що не втратила своєї історичної і художньої цінності до наших днів.
Автор «Дивану» — збірки ліричних віршів, в яких відбилась туга за батьківщиною; окремі вірші перекладені українською мовою.
Написав також трактати з поетики, музики, військової справи, дидактичний твір «Мубаїн».
Його дочка Гульбадан Бегам в стилі «Бабур-наме» склала історичний твір «Хумаюн-наме».

## Цікаві факти
Бабур любив вино. І у критичний час завоювання Індії він дав обітницю тверезості. Після перемоги, він дотримався своєї обітниці.
Очевидно він був людиною тонкої натури, оскільки у своїх спогадах з любов'ю описує природу, тварин і квіти.

## Твори
Російські переклади:
- Бабур-наме. Ташкент, 1958
- Лирика. М., 1957